# NGC 1387
NGC 1387 je galaksija u zviježđu Kemijska peć. Otkrio ga je William Herschel 25. prosinca 1835. godine.
Na udaljenosti od 53 milijuna svjetlosnih godina, jedan je od bližih članova klastera Kemijske peći. Ima magnitudu od 10,8, što NGC 1387 čini jednom od najsvjetlijih galaksija u Fornaxovom klasteru i široko je 45 000 svjetlosnih godina. Udaljena je samo 12 'od središnje galaksije NGC 1399, što je čini jednom od najbližih galaksija NGC 1399. 
NGC 1387 je galaksija ranog tipa s Hubble-ovom klasifikacijom (R ') SAB-a 0. Ima jasnu šipku tipa non-ansae koja je normalnog izgleda uklopljena u vrlo opsežnu omotnicu, koja je bez strukture osim šipke. Promatranja 2006. otkrila su veliki nuklearni prsten oko NGC 1387, na ispupčenoj slici od 2,2 mikrona.  Unatoč njihovom imenu, rane su galaksije mnogo starije od spiralnih galaksija i uglavnom se sastoje od starih zvijezda crvene boje. U ovim galaksijama nastaje vrlo malo stvaranja zvijezda; čini se da nedostatak formiranja zvijezda u eliptičnim galaksijama započinje u središtu, a zatim se polako širi prema van.  Ovo je lentikularna galaksija ranog tipa, slične prirode kao i eliptične galaksije ranog tipa.
NGC 1387 bogat je kuglastim skupovima, s procijenjenim brojem od 406 ± 81. Međutim, za razliku od sličnih galaksija NGC 1374 i NGC 1379, koji imaju gotovo jednak broj plavih i crvenih kuglastih skupova, sustav kuglastih skupova NGC 1387 je sastavljen od crvenih kuglastih skupova, sa samo malim dijelom plavih kuglastih skupova. To mogu biti uzrokovane gravitacijskim interakcijama s masivnom središnjom galaksijom NGC 1399, koja je vjerojatno uklonila većinu globularnih klastera iz NGC 1387. 

## Vanjske poveznice
- SEDS: NGC 1387